# Медана
Медана (словен. Medana) — поселення в общині Брда, Регіон Горишка, Словенія. Висота над рівнем моря: 184,4 м.

## Відомі особистості
У місті народився:
- Алоїз Граднік (1882-1967) —  словенський поет, перекладач.